# My Ever Changing Moods
My Ever Changing Moods är en sång framförd av The Style Council och komponerad av Paul Weller. Sången, som utgavs som singel den 11 februari 1984, finns med på albumet Café Bleu. "My Ever Changing Moods" nådde femte plats på UK Singles Chart.

## Låtlista
Singel (7")
1. "My Ever Changing Moods" – 4:02
2. "Mick's Company" – 2:48

Maxisingel (12")
1. "My Ever Changing Moods (Long Version)" – 5:44
2. "Spring, Summer, Autumn" – 2:24
3. "Mick's Company" – 2:49

## Musiker
- Paul Weller – huvudsång och bakgrundssång, akustisk och elektrisk gitarr
- Mick Talbot – synthesizer, orgel och bakgrundssång
- Steve White – trummor och slagverk
- Peter Wilson – bassynthesizer
- Hilary Seabrook – saxofon
- Barbara Snow – trumpet